# فرودگاه آبی بامفیلد
فرودگاه آبی بامفیلد (به انگلیسی: Bamfield Water Aerodrome) یک فرودگاه همگانی است که یک باند فرود آب دارد. این فرودگاه در کشور کانادا قرار دارد و در ارتفاع ۰ متری از سطح دریا واقع شده‌است.